# Frauen sind doch bessere Diplomaten
Frauen sind doch bessere Diplomaten ist ein von der UFA produzierter Musikfilm des deutschen Autors und Regisseurs Georg Jacoby aus dem Jahr 1941, der als erster deutscher Farbfilm im Kino in die Geschichte einging. Die Farbe basierte auf dem Agfacolor-Verfahren.

## Handlung
Die schöne Tänzerin Marie-Luise hilft ihrem Onkel, einem Spielbankendirektor, als sein Kasino in Homburg vor der Höhe 1848 auf Beschluss der Frankfurter Nationalversammlung geschlossen werden soll. Allerdings gerät sie zunächst in Gefangenschaft hannoverscher Truppen, die entsandt wurden, um den Schließungsbefehl zu vollstrecken. Mit weiblicher List entwischt sie ihrem Bewacher, dem Rittmeister von Karstein. Sie erweist sich als wahrhaft bessere Diplomatin, indem sie eine Einigung zwischen den Homburgern und den anrückenden Truppen vermittelt. Das Spielkasino wird schließlich in eine Porzellanmanufaktur umgewandelt, Marie-Luise und ihr Rittmeister werden ein Paar.

## Lieder
- Einen Walzer für dich und für mich
- Ach, ich liebe alle Männer
- Mädel nicht weinen
- Erst ein Tsching, dann ein Bumm
- Musik, die nie verklingt
- Wenn ein junger Mann kommt

(Liedtexte von Willy Dehmel)

## Hintergrund
Die Produktionszeit inklusive der Dreharbeiten zog sich über ein Jahr. Erste Dreharbeiten begannen am 24. Juli 1939 und dauerten ca. fünf Monate; nach zwei Monaten Nachdreh endeten sie im August 1940.
Für die Bauten war Erich Kettelhut verantwortlich. 
Der überwiegende Teil der Aufnahmen entstand in den Ateliers und Freigeländen der UFA-Filmstudios in Neubabelsberg, dem heutigen Studio Babelsberg. Die Tanzszenen von Marika Rökk und dem großen Tanzensemble zum Erfolgslied Einen Walzer für dich und für mich fanden vor der Terrasse von Schloss Babelsberg im gleichnamigen ehemals kaiserlichen Schlosspark statt. Ferner sind wenige Szenen in Bad Homburg entstanden.
Die Rolle von Oberleutnant Keller übernahm Erich Fiedler an Stelle des nach England geflüchteten Karel Štěpánek. 
Probleme mit dem neuartigen Farbfilm-Material verzögerten die Fertigstellung des Films erheblich. Viele Szenen des Films mussten aufgrund von qualitativen Unzulänglichkeiten des neuen Materials vom Juli bis September 1940 nachgedreht werden. In der Agfafabrik in Wolfen wurde das Filmmaterial jedoch laufend verbessert. Auch die Anfertigung der Filmkopien machte Schwierigkeiten. Der Film konnte schließlich erst am 31. Oktober 1941 seine Premiere feiern. Bei der Uraufführung im Berliner Capitol am Zoo waren auch die beiden Kameramänner Konstantin Tschet und Alexander von Lagorio präsent und wurden mit großem Applaus gefeiert.
Die Produktionskosten betrugen 2,8 Millionen Reichsmark, bis November 1944 wurden jedoch 7,9 Millionen Reichsmark und damit fast das Dreifache der Herstellungskosten eingespielt.

## Kritiken
„Mit großem Aufwand konnte Georg Jacoby seine Ehefrau Marika Rökk in einer beschwingten Liebeskomödie aus dem Biedermeier präsentieren.“ (Rheinische Post) Anlässlich der Premiere des Films im Programm der ARD am 9. Februar 1970 urteilte der Evangelische Film-Beobachter: „Alter UFA-Streifen aus dem Jahre 1941, den Georg Jacoby mit seiner Frau Marika Rökk drehte. […] Die nicht besonders anspruchsvolle Story gewinnt durch die eingeschobenen Tanz- und Gesangsnummern, in denen Marika Rökk zu glänzen versteht. Nette Unterhaltung mit kleinen Vorbehalten ab 16.“

## Auszeichnungen
Dem Film wurde von der nationalsozialistischen Filmprüfstelle das Prädikat Volkstümlich wertvoll verliehen.